# Adenosma subrepens
Adenosma subrepens är en grobladsväxtart som först beskrevs av Thw., och fick sitt nu gällande namn av George Bentham och Joseph Dalton Hooker. Adenosma subrepens ingår i släktet Adenosma och familjen grobladsväxter. Inga underarter finns listade i Catalogue of Life.